# 贛江西岸戰鬥
贛江西岸戰鬥發生於1933年元月－3月，地點則是在中國贛西。是第一次国共内战主要戰鬥之一，交戰一方為中華民國國民革命軍，另一方則為中國共產黨所領導之中國工農紅軍。